# 장온 (조선)
장온(張蘊)은 조선 초기의 무신이자 문신이다. 

## 생애
태종 2년(1402년) 식년무과에 4위로 급제하였다. 무과에 응시 전에 문과에도 급제하여 감무(監務)를 지냈다고 한다. 이에 삼관(三館)에서는 가자(加資)를 노리고 문과에 급제한 자가 다시 무과에 응시한 것이라 비방하였다. 그리고 양과 중 한 과에 급제한 자는 다시 다른 과에 응시할 수 없도록 하자 주청하였으나, 태종은 받아들이지 않았다. 급제 직후 훈련원사직이 되고 호군을 거쳐 갑산군사에 이르렀다. 그러나 갑산군사로서 사사로이 향리를 때려죽이고, 군사를 움직였다는 이유로 의금부로 압송되어 국문을 당했다. 그러나 이후 군사를 움직인 것은 무고로 밝혀져 향리를 때려죽인 것에 대한 처벌만을 받게 되었으며, 무고한 강회중(姜淮仲), 이희약(李希若)은 각기 부처되고 파직되었다. 이후 대마도 정벌을 위해 출정하였으나 제대로 싸우지 않았다하여 국문을 당했다. 이후 직첩을 모두 회수당하고 경상도 구라량(仇羅梁)에 수군으로 충원되었으며, 이듬해에 선처로 도성이 아닌 외방에 거주할 수 있게 되었다. 이후 평양교수관으로 서용되어 근무 중 뇌물수수와 관물남용의 혐의로 파직당하고 자자형(刺字刑)을 당했다. 이로 인해 아들 장수전(張守悛)은 장리(贓吏)의 아들이라는 이유로 과거에 응시할 수 없게 되었다. 또한 장온의 외조모가 천노(賤奴)와 혼인하였다가, 장온의 외조부에게 개가한 실행이 드러나 자손들은 과거에 응시할 수 없게 되었다. 조선시대 전무후무한 문무 양과 급제라는 기록을 남겼으나 실행(失行)으로 많은 문제를 일으켰다.

## 가족
- 자녀(子女)
  - 장수전(張守悛)

## 참고 문헌
- 조선왕조실록(朝鮮王朝實錄).